# Frederik Hansen (gimnastyk)
Frederik Hansen (później nosił nazwisko Melvang, ur. 2 lipca 1896 w Malt w gminie Vejen, zm. 2 września 1962 tamże) – duński gimnastyk, medalista olimpijski.
W 1920 reprezentował barwy Danii na letnich igrzyskach olimpijskich w Antwerpii, zdobywając srebrny medal w ćwiczeniach z przyrządem drużynowo.